# 2738 Viracocha
2738 Viracocha este un asteroid din centura principală, descoperit pe 12 martie 1940 de György Kulin.